# Igor Kon
Igor Siemionowicz Kon (ros. Игорь Семёнович Кон; ur. 21 maja 1928 w Leningradzie, zm. 27 kwietnia 2011 w Moskwie) – radziecki i rosyjski socjolog, antropolog, filozof i seksuolog.

## Życiorys
Studiował historię w Leningradskim Instytucie Pedagogicznym im. Aleksandra Hercena i w 1947 roku otrzymał dyplom tej uczelni. W roku 1950 obronił dwie prace kandydackie z dziedzin historii i filozofii. W 1960 roku uzyskał stopień doktora nauk filozoficznych.
W roku 1979 ukazała się książka История буржуазной социологии ХIХ – начала ХХ века, którą redagował Igor Kon oraz był jednym z jej autorów. Ta książka została pierwszym podręcznikiem radzieckim z dziedziny socjologii. Uznaniem wielkiego znaczenia tej pracy profesora Kona i jego współautorów stał się przekład podręcznika na język angielski i opublikowanie w wydawnictwie Progress Publishers. Tylko książki, które uchodziły za dumę narodową Związku Radzieckiego, były tłumaczone w tym wydawnictwie na języki obce.
W post-komunistycznej Rosji Igor Kon stał się najbardziej znany jako seksuolog. Był jednym z pionierów rosyjskiej seksuologii.
Profesor honorowy Uniwersytetu Cornella. Członek wielu towarzystw naukowych, rosyjskich i zagranicznych (m.in. Międzynarodowego Stowarzyszenia Socjologicznego).

## Ciekawostki
Znał język polski. W niektórych publikacjach Kona używa się literatury w języku polskim.

## Odznaczenia
- Order „Za zasługi dla Ojczyzny” II klasy[1].
- W 2005 roku Powszechna Deklaracja Praw Seksualnych przyznała profesorowi I. Konowi Złoty Medal[2][3].

## Prace
- Sociologie osobnosti. Praha 1971. – 306 p.
- История буржуазной социологии XIX – начала XX века. /Под ред. И.С. Кона. ― Москва: «Наука», 1979.
  - Dejiny burzoazni sociologie 19. a zacatku 20. stoleti. Praha 1982. – 380 p.
  - A History of Classical Sociology. / Edited by Prof I.S. Kon. Translated by H. Campbell Creighton, M.A. (Oxon). Moscow: Progress Publishers, 1989. ― 376 p. ― (Student’s Library). ISBN 5-01-001102-6.
- Historyczno-etnograficzne aspekty seksuologji. W: Seksuologia kulturowa wyd I: Warszawa 1980, Państwowe Wydawnictwo Naukowe; wyd. II: Warszawa 1984, Wydawnictwo Naukowe PWN, ISBN 83-01-01802-X (autorzy rozdziałów: Kazimierz Imieliński, Anna Zadrożyńska, Marian Filar, Leszek Lernell, Mikołaj Kozakiewicz)